# Cesare Cremonini
Cesare Cremonini (ur. 27 marca 1980 w Bolonii) – włoski piosenkarz i autor piosenek, były członek grupy Lùnapop.

## Życiorys

### Debiut solowy
Artysta pochodzi z Bolonii. Urodził się w rodzinie dietetyka i nauczycielki literatury włoskiej 27 marca 1980. Jako dziecko był wysyłany na lekcje fortepianu. Będąc jeszcze uczniem dawał koncerty muzyki fortepianowej. Mając 11 lat pisał krótkie opowiadania i wiersze o miłości. W wieku 12 lat otrzymał w prezencie pierwszy dysk brytyjskiego zespołu rockowego Queen. Zachwycony muzyką tej kapeli, porzuca świat muzyki poważnej i poświęca się stylowi pop-rockowemu.
W 1996 założył z kolegami z klasy zespół Senza Filtro, który grywał na terenie Bolonii i w czasie uroczystości w liceum. Grupa stworzyła swój własny repertuar. Młodzi muzycy wykonywali również utwory Beatlesów i Oasis.

### Sukcesy z grupą Lùnapop
Rok 2002 wyznacza ważny etap w karierze Cremoniniego: wraz z Nicolą Balestrim, Gabrieleem Galassim, Alessandro De Simone i Michelem Giulianim założył nowy zespół Lùnapop. W tym samym roku zaczął też współpracę z producentem Walterem Mamelim nad nowym projektem. Sukces przyniosła piosenka 50 Special, napisana przez Cremoniniego tuż przed egzaminem maturalnym. Przebojowym okazał się album grupy zatytułowany ...Squérez?.
W ciągu następnych czterech lat formacja Cremoniniego wydała cztery single (50 Special, Un giorno migliore, Qualcosa di grande i Resta con me). Piosenki, które zawierały, zostały wszystkie napisane przez Cremoniniego. Przebój Qualcosa di grande wygrał wcześniej Festivalbar w 2000.
W 2002 Cesare Cremonini zagrał w filmie Rity Rusic Un amore perfetto.

### Kariera solowa
W tym samym roku Cremonini zerwał z grupą i wydał własny album Bagus. Jedynym członkiem starego zespołu, który współpracował w powstaniu albumu był pochodzący również z Bolonii Nicola Balestri. Trzy lata później 10 czerwca piosenkarz wydał drugi album zatytułowany Maggese. W październiku 2005 wraz z London Telefilmonic Orchestra rozpoczął trasę koncertową promującą nowy album. W 2006 artysta wydał album 1+8+24. We wrześniu 2008 do sklepów muzycznych we Włoszech trafił czwarty album Il primo bacio sulla Luna.

## Dyskografia

### Albumy
- 2002 – Bagus ITA 250.000+
- 2005 – Maggese
- 2006 – 1+8+24
- 2008 – Il primo bacio sulla Luna 70.000+ ITA #6
- 2010 – 1999-2010 The Greatest Hits 40.000+ – ITA #3
- 2012 - La teoria dei colori
- 2014 - Logico
- 2018 - Possibili scenari

### Single
- 2002 – Gli uomini e le donne sono uguali ITA # 8
- 2002 – Vieni a vedere perché ITA # 3
- 2003 – PadreMadre
- 2003 – Latin Lover ITA # 20
- 2003 – Gongi-Boy ITA # 13
- 2005 – Marmellata #25 ITA # 11
- 2005 – Maggese
- 2006 – Le tue parole fanno male
- 2006 – Ancora un po'
- 2006 – Dev'essere così
- 2008 – Dicono di me ITA # 10
- 2008 – Le sei e ventisei
- 2010 – Mondo # 4(duet z Jovanottim)

## Filmografia
- 2002 – Un amore perfetto